# الدستور (جريدة مصرية)
الدستور هي جريدة يومية مصرية تصدر عن مؤسسة الدستور للصحافة والنشر، وكان يرأس تحريرها الصحفي إبراهيم عيسى حتى إقالته يوم 5 أكتوبر من سنة 2010م، وكان يرأس مجلس إدارة الجريدة السيد البدوي شحاتة، صدر العدد الأول منها في شهر ديسمبر من سنة 1995م بتصريح من دولة قبرص وهو الأسلوب الذي اتبعته عدد من الصحف المصرية وقتها للالتفاف حول القوانين المقيدة لحرية إصدار الصحف في مصر. وقد باعها مالكها الأول ومؤسسها «عصام فهمى إسماعيل» إلى «السيد البدوى شحاتة» رئيس حزب الوفد المصري ومالك شبكة الحياة وصاحب شركة ادوية.

## إصدار الجريدة

العدد الأول من الدستور بعد إعادة إصدارها في 2005

جاء إصدار الدستور بأسلوب مبتكر في أشكال العمل الصحفي والإخراج الفني والقضايا التي تثيرها، وانفراداتها الصحفية خاصة أنها جاءت في وقت كانت تنتقد فيه الصحافة الحكومية لارتكانها إلى التقليدية.
توقفت الجريدة عن الصدور في العام 1998 بعدما نشرت بيانًا منسوبا لأحد الجماعات الإسلامية وهو ما اعتبرته وزارة الإعلام المصرية «بيانا غير مقبول، ومثارًا لفتنة طائفية».
وعادت الجريدة للصدور مرة أخرى في 23 مارس عام 2005 أسبوعيًا نهار كل أربعاء، ثم أصبحت جريدة يومية في 31 مارس 2007.
تتخذ الجريدة عبارة إعلانية لها وهي (مع كوباية شاي). وتتسم الجريدة بالكتابة الساخرة، وخاصة مقال رئيس التحرير «من أول السطر». كما تتسم بكثرة الكتابة باللهجة العامية المصرية في مقالاتها وتحقيقاتها. والإكثار من استخدام فن الكاريكاتير بصورة مستقلة أو مصحوبًا بمقالات الكتاب الذين يتفاوتون من الكتاب الشباب إلى شيوخ الصحافة وأعلامها.
ثم نقل ملكية الجريدة في أغسطس 2010 من عصام إسماعيل فهمي إلى د. السيد بدوي شحاته رئيس حزب الوفد الجديد، في صفقة قدرت بعشرات الملايين من الجنيهات، على أن يحتفظ إبراهيم عيسى بمنصبه كرئيس للتحرير، وقد تعهد أطراف الصفقة بالحفاظ على السياسة التحريرية وعلى الخطّ الصحفي المميز لها.
بدء من 2010 أصبحت الجريدة الأصلية تصدر إلكترونيا dostor.org.

## أبرز المحرريين

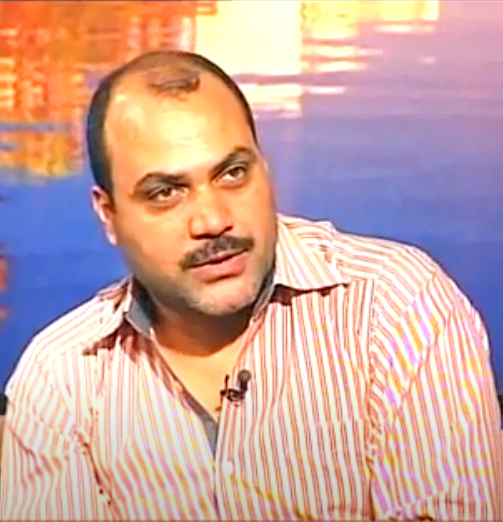
محمد الباز رئيس مجلسي الإدارة والتحرير لجريدة الدستور

- محمد الباز رئيس مجلسي الإدارة والتحرير.[2]
- محمد العسيري رئيس التحرير التنفيذي.

## أبرز رسامي الكاريكاتير
- عبد الله أحمد
- حسن موسى
- إسلام أحمد
- عمرو الصاوى
- إيهاب هندي
- أمينة
- إبراهيم أحمد عبد اللطيف

## الصحيفة والقضاء
مثل البعض من صحفيي جريدة الدستور أمام القضاء، حيث وقف رئيس تحريرها إبراهيم عيسى أكثر من مرة أمام القضاء المصري وأصدر ضده حكم قضائي بالسجن لمدة ستة شهور ثم تم تخفيف الحكم وتعديله ليصبح شهرين.قبل أن يصدر الرئيس مبارك عفوا عنه.
وفي 25 مايو 2005 تنوقلت أنباء عن الاعتداء على صحفيي الجريدة عبير العسكري وشيماء أبو الخير وهاني الأعصر بالضرب في شوارع القاهرة أثناء تغطيتهم لأحداث الاستفتاء على تعديل الدستور.
صدرت جريدة الدستور لأول مرة في ديسمبر 1995 وتنشر أسبوعيا باللغة العربية. صدرت الصحيفة في الأصل بتسجيل في قبرص بهدف التحايل على قوانين نشر الصحف التقييدية في مصر خلال عهد مبارك. تم تمويلها من قبل عصام فهمي إسماعيل، والذي اختار رئيس تحريرها الأصلي، إبراهيم عيسى. وفي عام 2010، وافق عصام فهمي على بيع الصحيفة لرضا إدوارد، رجل الأعمال الذي يزعم أنه على صلة بالنظام الحاكم، والذي لا يزال على رأس مجلس إدارة الصحيفة حتى اليوم. استبدل إدوارد عيسى بعصام نبوي.
بدأت كصحيفة أسبوعية تصدر يوم الأربعاء. وفي وقت لاحق، أصبح يتم إصدارها يوميًا وأسبوعيًا. حظيت جريدة الدستور بشعبية كبيرة بعد تأسيسها. اشتهرت بأسلوبها العامي واستخدامها الواسع للرسوم المتحركة. نشرت الصحيفة مقالات حول الشؤون الجارية كتبها عدد من الشخصيات القيادية في جماعة الإخوان المسلمين.
تعد من أعلى الإصدارات توزيعا في الصحافة المصرية بإصداريها الاسبوعى واليومى.

## الدستور والحكومة المصرية
منذ صدور عددها الأول، وجهت صحيفة الدستور انتقادات شديدة للحكومة، وخاصة حكومة الرئيس المصري حسني مبارك وعائلته والحزب الحاكم السابق، الحزب الوطني الديمقراطي. وكان أحد أبرز المنتقدين لحكم مبارك الذي استمر 30 عاما. وقد عرضت رسومًا كاريكاتورية غير مسبوقة لمبارك وأظهرت معارضة شديدة لخلافة ابنه جمال مبارك المحتملة للسلطة.
وفي عام 1998 نشرت جريدة الدستور بياناً منسوباً إلى جماعة الجماعة الإسلامية المسلحة في عام 1998، هدد فيه بحياة ثلاثة رجال أعمال مسيحيين. أغلقت وزارة الإعلام المصرية الصحيفة. واعتبرت أن هذا التصريح غير مقبول ويشكل سببا محتملا للفتنة الطائفية. وبعد مرور سبع سنوات، وتحديداً في 23 مارس/آذار 2005، عادت الصحيفة إلى الظهور، حيث كانت تصدر في البداية كل أربعاء، ثم أصبحت تصدر يومياً وأسبوعياً منذ 31 مارس/آذار 2007.
في عام 2007، ألقي القبض على رئيس تحرير الدستور السابق إبراهيم عيسى، ثم أفرج عنه بكفالة في 13 سبتمبر/أيلول 2007 في انتظار قرار محكمة الاستئناف في حكم بالسجن لمدة عام وغرامة قدرها 20 ألف جنيه مصري (حوالي 3800 دولار أميركي في ذلك الوقت). وقد وجهت إليه وإلى ثلاثة محررين آخرين من صحف مصرية مستقلة، وهم وائل الأبراشي من صوت الأمة، وعادل حمودة من الفجر، ورئيس التحرير السابق لصحيفة الكرامة عبد الحليم قنديل، تهمة "إهانة الرئيس المصري ونشر معلومات كاذبة من شأنها الإخلال بالنظام العام".
في عام 2008، وفي قضية منفصلة، ألقي القبض على عيسى مرة أخرى وحكم عليه بالسجن ستة أشهر، ثم تم تخفيف الحكم إلى شهرين، في 26 مارس 2008، من قبل محكمة جنح بولاق أبو العلا بتهمة نشر "معلومات كاذبة حول صحة مبارك تضر بالأمن العام واقتصاد البلاد" بسبب مقالات وعناوين في جريدة الدستور تتكهن بصحة الرئيس البالغ من العمر 80 عامًا. وزعمت السلطات الحكومية أن مقالات عيسى تسببت في انسحاب استثمارات أجنبية من الاقتصاد المصري تعادل 350 مليون دولار. تم إطلاق سراح عيسى للمرة الثانية بكفالة قدرها 200 جنيه مصري (حوالي 37 دولارًا أمريكيًا في ذلك الوقت) لتأجيل تنفيذ الحكم حتى استئناف آخر.
في 6 أكتوبر 2008، أعلن مبارك أنه سيعفو عن عيسى، وهي المرة الأولى التي يصدر فيها مثل هذا العفو في تاريخ الصحافة المصرية الحديثة. وأشادت "الدستور" بالعفو[بحاجة لمصدر] في صفحاتها وطلب من الرئيس الوفاء بوعده بإلغاء الأحكام الاحتجازية في حالات النشر.
وواصلت الصحيفة دورها المعارض في عهد الرئيس الجديد محمد مرسي. في سبتمبر/أيلول 2012، وجهت محكمة في القاهرة إلى رئيس تحريرها السابق إسلام عفيفي تهمة "التشهير بالرئيس" و"الإضرار بالمصلحة العامة بمقالات تحريضية"، كما تم إلغاء تصريح سفره. وكثيرا ما انتقدت جريدة الدستور جماعة الإخوان المسلمين، واتهمتها بالسعي إلى تحويل مصر إلى دولة إسلامية. تم سجن عفيفي مؤقتًا ولكن تم الإفراج عنه لاحقًا بسبب قرار الرئيس الجديد بإنهاء الحبس الاحتياطي للصحفيين.
عند رحيل مبارك (فبراير 2011)، كانت جريدة الدستور خامس أكبر صحيفة يومية في مصر، حيث بلغ عدد النسخ اليومية 45 ألف نسخة، والنسخة الأسبوعية 85 ألف نسخة.
في 28 مارس 2014 قُتلت المصور الصحفية ميادة أشرف البالغة من العمر 22 عامًا من بين ثلاثة آخرين، في الاشتباكات بين المتظاهرين وقوات الأمن في ضاحية عين شمس.

## أبواب الجريدة
تحتوى على 14 صفحة يومية و24 بالعدد الأسبوعي، الصفحة الأولى، العاشرة، الحادية عشرة والأخيرة بالألوان. الصفحة الثانية حوادث وأحكام، من الثالثة وحتى الخامسة تقارير وأخبار محلية، مقالات الرأى بالسادسة. الصفحة السابعة أهم الشخصيات في أخر 24 ساعة، الثامنة شئون خارجية، التاسعة لأخبار الفن، من العاشرة حتى الثانية عشر رياضة ثم الصفحة قبل الأخيرة بعنوان كل حاجة وتحتوى على منوعات ترفيهية ومقالات ساخرة

## وصلات خارجية
- الصفحة الرسمية لصحيفة الدستور
- لجنة حماية الصحفيين تدين الحكم بالسجن على عيسى
- لجنة حماية الصحفيين تدين الحكم بالسجن على أربعة محررين
- منظمة العفو الدولية تدعو السلطات المصرية إلى إسقاط التهم الموجهة إلى عيسى
- أربعون عضوًا وشريكًا لشبكة آيفكس يحثون السلطات على إلغاء أحكام السجن الصادرة بحق أربعة محررين خلال جلسة الاستئناف في اليوم العالمي لحرية الصحافة